# Covenant Publishing
La Covenant Publishing è una casa editrice britannica fondata nel 1922 a Bishop Auckland da William Pascoe Goard. È stato il maggiore editore di libri e di opuscoli dell'ebraismo inglese ed espressione di British-Israel-World Federation.

## Storia
Nel 1922 William Pascoe Goard,  dopo essersi trasferito in Inghilterra, divenne il primo editore della Covenant Publishing.
Egli stesso  fu autore prolifico su temi riguardanti l'ebraismo britannico e ha pubblicato la maggior parte delle sue opere attraverso la casa editrice inglese del  B.I.W.F (British-Israel-World Federation)  fino alla sua morte avvenuta nel 1937.
Covenant Publishing ha pubblicato libri e pamphlets fino al 1921. Le pubblicazioni successive furono pubblicate con la denominazione di casa editrice "Convenant", mentre dal 1922 come "Covenant Publishing" Co., Ltd.
Alcune delle prime pubblicazioni hanno venduto oltre 40.00 copie  e in seguito è stata fondata una sede anche negli Stati Uniti.
La sede centrale si trova a Bishop Auckland, nella contea di Durham, in Inghilterra, e la casa editrice continua a pubblicare e vendere libri di letteratura ebraica inglese.

## Pubblicazioni principali
- The lost tribes of Israel di Richard Reader Harris (1921)
- The destiny of Britain and America di William Gordon Mackendrick aka "Roadbuilder" (1921)
- Prehistoric London: its mounds and circles di Elizabeth Oke Buckland Gordon (1925)
- St. Paul in Britain di Richard Williams Morgan (1925)
- God's covenant man: British-Israel di Edward Faraday Odlum (1927)
- The witness of the Great Pyramid di Basil Stewart (1928)
- The post-captivity names of Israel di William Pascoe Goard (1934)
- The Command of the Ever-Living di Ferrar Fenton (1935)
- Celt, Druid and Culdee di Isabel Hill Elder (1938)
- The "Painted Savages" of England di Alban Ernest Heath (1943)
- Miracles of History di David Davidson (1947)
- The Drama of the Lost Disciples di George F. Jowett (1961)
- Who Were The Scots? di W.E. Filmer (1970)
- Symbols of Our Celto-Saxon Heritage di W.H. Bennett (1976)
- The Hidden Treasure of the Parables di Alfred S. Brown (1997)
- British Israel Vital Belief or Optional Extra? di C.A.J. Cream (2007)
- The Lost Tribes of Israel FAQs di J. Martin Lightfoot (2009)